# ابوت سوژه

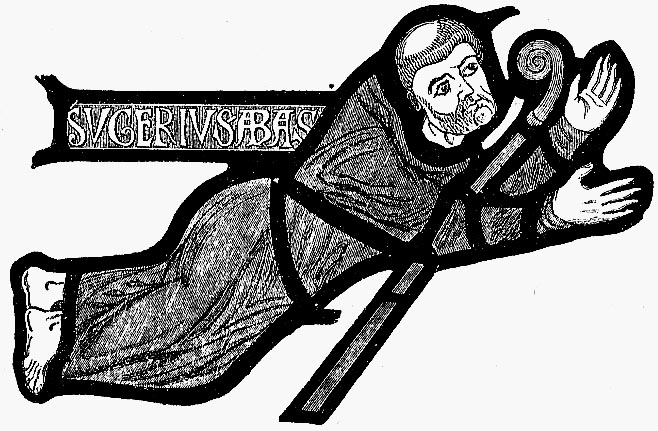
تصویر سوژه در کلیسای سن-دنی.

ابوت سوژه (به فرانسوی: Abbot Suger) (زادهٔ ۱۰۸۰ میلادی- درگذشتهٔ ۱۱۵۱ میلادی)) راهب بزرگ دیر و پشتوانهٔ تاج و تخت دو شاه فرانسه و همچنین نایب‌السلطنه فرانسه در مدت غیبت یکی از شاهان به هنگام دومین جنگ صلیبی (۱۱۴۷ تا ۱۱۴۹ میلادی) بود. وی در سال ۱۱۳۷ آغاز به بازسازی کلیسای سن-دنی نمود و ایوان و نمای غربی را در سال ۱۱۴۰ و جایگاه خوانندگان را نیز در سال ۱۱۴۴ تکمیل کرد. او دو غلامگردشی (راهروهای جانبی دور جایگاه خوانندگان کلیسا) و نمازخانه‌های هفت‌گانه شعاعی کلیسا را ایجاد نمود، سپس به بازسازی صحن کلیسا (به ارتفاع تقریباً ۲۴ متر) مشغول شد، اما پیش از اتمام کار، در سال ۱۱۵۱ درگذشت.
سوژه، لوئی هفتم را در جنگ صلیبی دوم همراهی نمود. در عین حال بخشی از زمان خود صرف موعظه و سخنرانی به منظور ضرورت جنگ صلیبی جدید اختصاص داد. وی کتاب ویتا لودویچی رجیس (زندگانی لوئی هفتم) را نگاشت که اطلاعات مهمی از وقایع جنگ صلیبی دوم به دست دهد. همچنین وی در نوشتن این اثر از آثار و تواریخ سلطنتی لوئی هفتم، همچون هیستوریا گلوریس رجیس لودویچی نیز بهره برده است.